# Kimberling City
Kimberling City – miasto w Stanach Zjednoczonych, w stanie Missouri, w hrabstwie Stone.